# Аракелян, Сократ Вагаршакович
Сократ Вагаршакович Аракелян — советский хозяйственный, государственный и политический деятель.

## Биография
Родился в 1917 году в Баязете. Член КПСС с 1938 года.
С 1932 года — на хозяйственной, общественной и политической работе. В 1932—1982 гг. — электромонтер машиностроительного завода, затем студент Ереванского политехнического института, заведующий отделом агитации и пропаганды, секретарь, первый секретарь райкома партии,
второй секретарь окружкома, первый секретарь Кироваканского горкома партии, заведующий отделом партийных органов ЦК КП Армении, председатель
Армянского республиканского Совета профсоюзов, министр пищевой промышленности Армянской ССР.
Избирался депутатом Верховного Совета СССР 6-го и 7-го созыва, Верховного Совета Армянской ССР 4-9-го созывов. Делегат XXII и XXIII съезда КПСС.
Умер в Ереване в 1993 году.